# Antonina pretiosa
Antonina pretiosa är en insektsart som beskrevs av Ferris 1953. Antonina pretiosa ingår i släktet Antonina och familjen ullsköldlöss. Inga underarter finns listade i Catalogue of Life.